# Поло, Марко
Ма́рко По́ло (вен. Marco Polo, итал. Marco Polo; 15 сентября 1254, Венеция — 8 января 1324, Венеция) — венецианский купец и путешественник, представивший историю своего путешествия по Азии в «Книге о разнообразии мира». Несмотря на сомнения в достоверности фактов, изложенных в книге, она служит ценным источником знаний по географии, этнографии, истории Армении, Ирана, Китая, Казахстана, Монголии, Индии, Индонезии и других стран в Средние века. Книга оказала значительное влияние на мореплавателей, картографов, писателей XIV—XVI веков. В частности, она была на корабле Христофора Колумба во время его поиска маршрута в Индию; по подсчётам исследователей, Колумб сделал на ней 70 пометок.

## Происхождение
Считается, что Марко Поло родился в семье венецианского купца Никколо Поло, семейство которого занималось торговлей ювелирными изделиями и пряностями. Поскольку свидетельств о рождении Марко Поло не сохранилось, традиционная версия о его рождении в Венеции была оспорена в XIX веке хорватскими исследователями, которые утверждают, что первые свидетельства пребывания семейства Поло в Венеции относятся ко второй половине XIII века, где на них ссылаются как Poli di Dalmazia, в то время как вплоть до 1430 года семейство Поло владело домом в Корчуле, ныне в Хорватии.

## Первое путешествие отца и дяди Марко Поло
Венецианские купцы, достигшие в XIII веке торгового могущества на Средиземном море, не могли остаться равнодушными к исследованиям, предпринимавшимся смелыми путешественниками в Центральной Азии, Индии и Китае. Они понимали, что эти путешествия открывают перед ними новые рынки сбыта и что торговля с Востоком сулит им неисчислимые выгоды. Таким образом, интересы торговли неизбежно должны были привести к изучению новых стран. Именно по этой причине два крупных венецианских торговца предприняли путешествие в Восточную Азию.
В 1260 году Никколо, отец Марко, вместе со своим братом Маттео отправились в Крым (в Судак), где у их третьего брата, которого также звали Марко, был свой торговый дом. Далее они двинулись по тому же маршруту, по которому в 1253 году прошёл Гийом де Рубрук. Проведя год в Сарай-Бату, братья двинулись дальше в Бухару. В связи с опасностью военных действий, которые вёл Берке (брат Батыя) в этом регионе, братья вынуждены были отложить возвращение домой. Пробыв в Бухаре три года и не имея возможности вернуться домой, они присоединились к персидскому каравану, который послал ильхан Хулагу в Ханбалык (современный Пекин) своему брату, монгольскому хану Хубилаю, который к тому времени практически завершил разгром китайской империи Сун и вскоре стал единоличным правителем Монгольской империи и китайских земель.
Зимой 1266 года братья достигли Пекина и были приняты Хубилаем, который, по словам братьев, дал им золотую пайцзу для свободной дороги назад и попросил их передать послание папе римскому с просьбой прислать ему масла с гробницы Христа в Иерусалиме и проповедников христианства. Вместе с братьями отправился и монгольский посол в Ватикан, однако, в дороге он заболел и отстал. В дороге Никколо узнал о смерти своей жены и о рождении сына, появившегося на свет через несколько дней после его отъезда, в 1254 году, и названного Марко. Прибыв в Венецию в 1269 году, братья обнаружили, что Папа Климент IV умер, а новый так и не был назначен. Желая поскорее выполнить поручение, они решили не дожидаться назначения нового папы, и в 1271 году отправились в Иерусалим, взяв с собой Марко.

## Путешествие Марко Поло
В 1271 Маттео и Никколо Поло вместе с Марко отправились из Венеции в Иерусалим. Морским путём добрались до юго-восточного побережья Малой Азии и далее по суше проехали через Армянское нагорье, Месопотамию, Иранское нагорье, Памир и Кашгарию, и достигли Китая.

### Жизнь в Китае

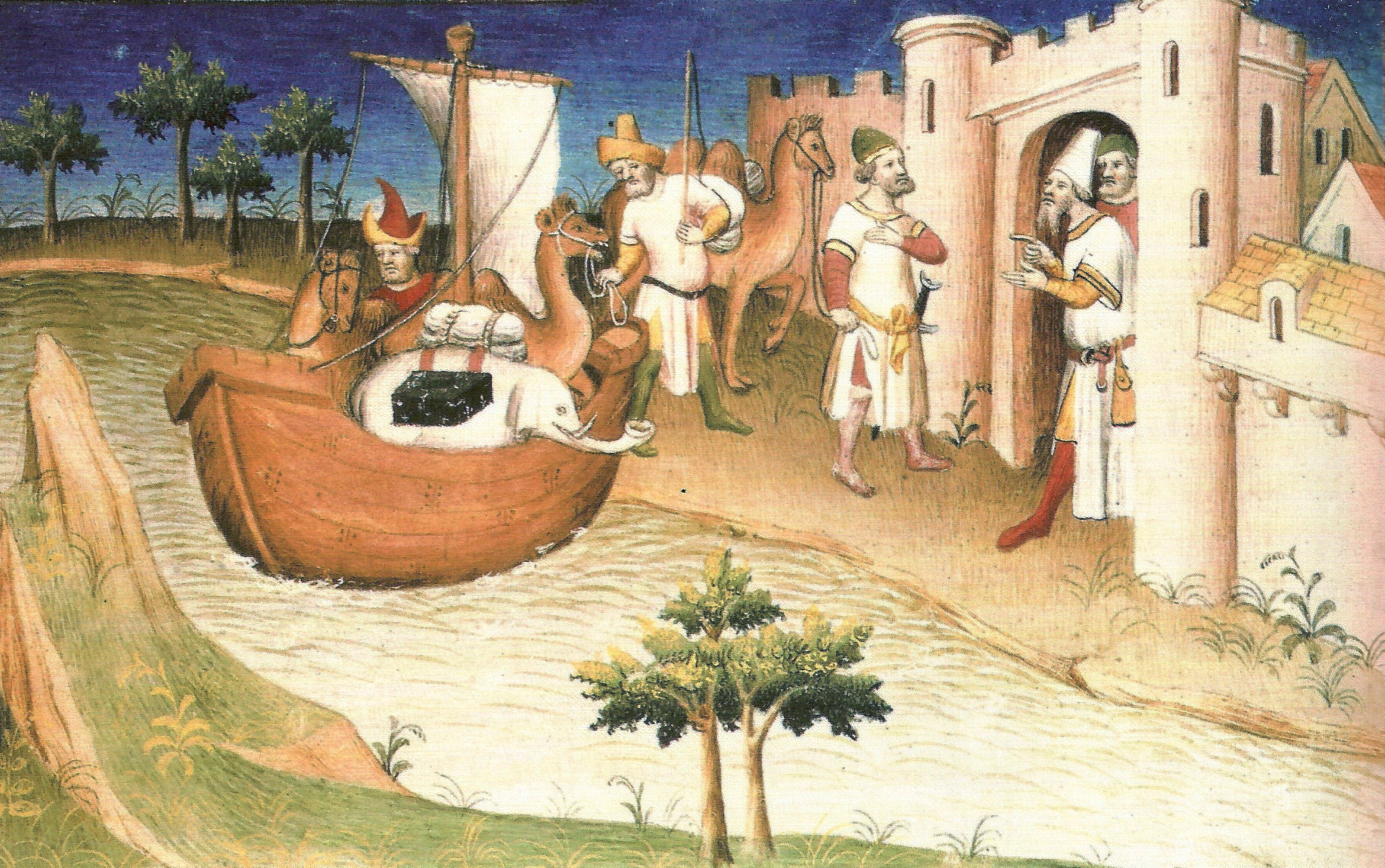
Марко Поло в Китае

Первым китайским городом, в который в 1275 году добралось семейство Поло, был Шачжа (современный Дуньхуан). В том же году они добрались до летней резиденции монгольского хана Хубилая в Шанду. По словам Марко Поло, хан был им восхищён, давал различные поручения, не разрешал ему возвращаться в Венецию и даже в течение трёх лет держал его губернатором города Янчжоу (Глава CXLIV, Книга 2). Кроме того, семейство Поло (по утверждениям книги) участвовало в развитии армии хана и научило его использовать катапульты при осаде крепостей.
Описание жизни Поло в Китае редко следует хронологическому порядку, что составляет проблему в определении точного маршрута его путешествий. Но его описание достаточно точно географически, оно даёт ориентацию по сторонам света и расстояниям в терминах дней маршрута: «На юг от Паншина через один день пути большой и знатный город Каиу». Кроме того, Поло описывает повседневную жизнь монголов и китайцев, упоминая использование бумажных денег, типичные ремёсла и кулинарные традиции различных областей. Он пробыл в Юаньской империи почти семнадцать лет.

### Возвращение в Венецию
Несмотря на многочисленные просьбы семейства Поло, хан не хотел отпускать их от себя, но в 1291 году, когда он выдал одну из монгольских принцесс за персидского ильхана Аргуна, ему понадобилась помощь венецианцев, для того чтобы доставить невесту более безопасным морским путём.

### Значение путешествия Марко Поло
Одним из мифов, сложившихся вокруг путешествия Марко Поло, является представление о нём как о первом контакте между Европой и Китаем. Даже не учитывая предположения о контактах между Римской империей и династией Хань, монгольские завоевания XIII века облегчили маршрут между Европой и Азией (поскольку он теперь проходил по территории практически одного государства).
В архивах Хубилая от 1261 года есть ссылка на европейских купцов из Страны полночного солнца, вероятно, скандинавских или новгородских. В своем первом путешествии Николо и Маттео Поло шли по тому же маршруту, что и Гийом де Рубрук, действительно посланный королём Людовиком IX, дошедший до тогдашней монгольской столицы Каракорума и вернувшийся в 1255 году. Описание его маршрута было известно в средневековой Европе и могло быть известно братьям Поло ещё в их первом путешествии.
Во время пребывания Поло в Китае в Европу приехал уроженец Пекина Раббан Саума, а миссионер Джованни Монтекорвино, наоборот, направился в Китай. Опубликованный в 1997 году Дэвидом Селбурном текст итальянского еврея Якова из Анконы, якобы побывавшего в Китае в 1270—1271 годах, незадолго до Поло, по оценке большинства гебраистов и китаистов, представляет собой мистификацию.
Тем не менее, в отличие от предыдущих путешественников, Марко Поло оставил описание мест, в которых он побывал. Его книга приобрела большую популярность и на протяжении всего Средневековья соперничала по успеху у публики с фантастическим путешествием Джона Мандевиля (прообразом которого стал Одорико Порденоне).
Благодаря Марко Поло широкому кругу европейцев стало известно о бумажных деньгах, саговой пальме, о черных камнях, которые горят. Информация о местонахождении пряностей, ценившихся на вес золота, способствовало вовлечению европейцев в торговлю ими, ликвидации торговой монополии арабских купцов и последующему переделу мира. В своём повествовании Марко Поло описывает русских следующим образом: «Тут много царей и свой собственный язык; народ простодушный и очень красивый; мужчины и женщины белы и белокуры».

### Сомнения в реальности совершённого путешествия

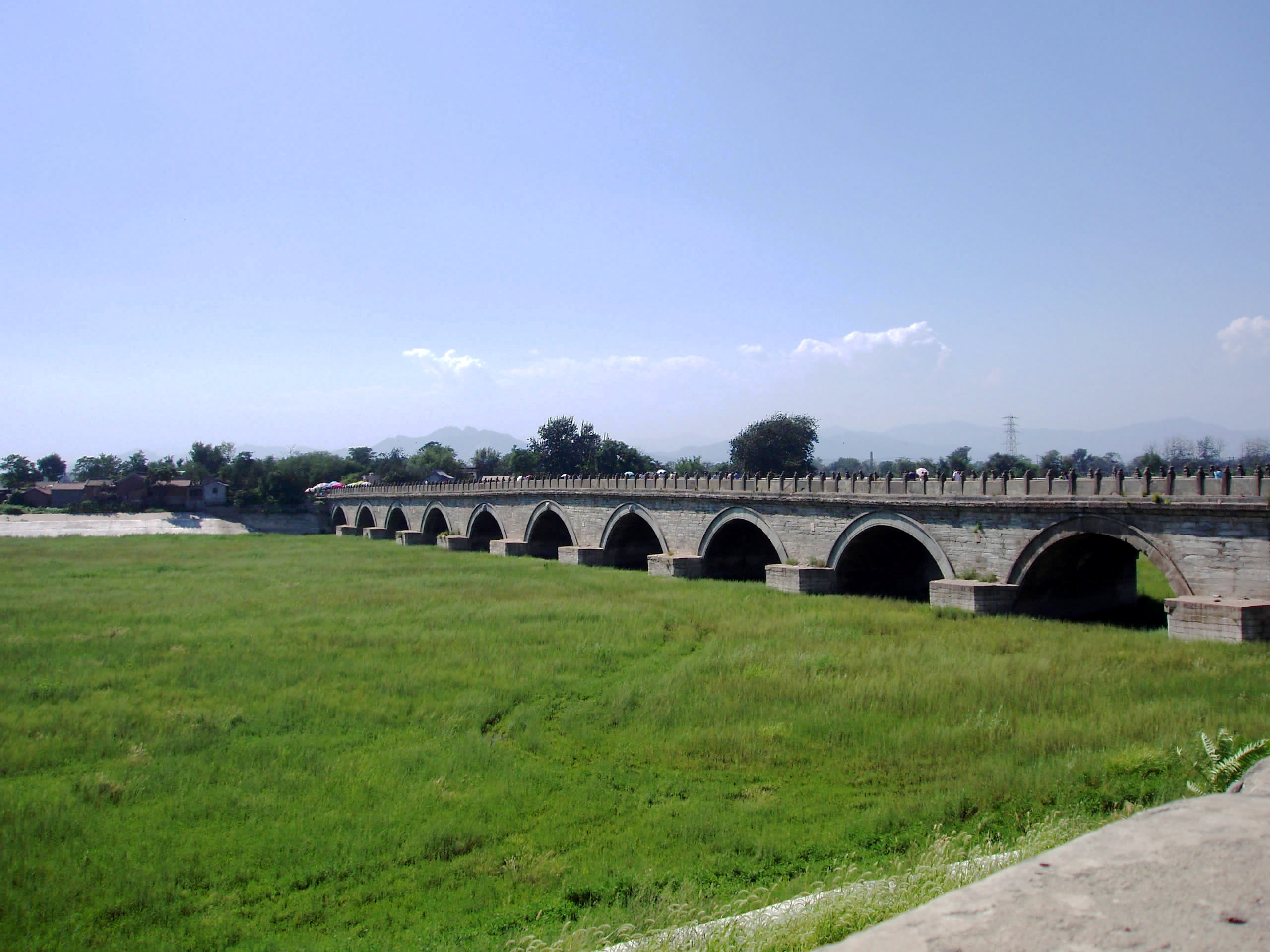
Мост Марко Поло — считается, что это то самое сооружение, которое поразило воображение венецианского путешественника

С самого момента его возвращения в город истории из поездки воспринимались с недоверием. Питер Джексон в качестве одной из причин недоверия упоминает нежелание принять его описание хорошо организованной и гостеприимной Монгольской империи, которое противоречило традиционному западному представлению о варварах. В свою очередь, в 1995 году Франсис Вуд, куратор китайской коллекции Британского музея, выпустила книгу «Был ли Марко Поло в Китае?», в которой поставила под вопрос сам факт путешествия Поло в Китай, предположив, что венецианец не путешествовал за пределы Малой Азии и Чёрного моря, а просто использовал известные ему описания путешествий персидских купцов. Например, в своей книге Марко Поло пишет, что помогал монголам при осаде сунской базы в Санъяне, однако осада этой базы закончилась в 1273 году, то есть за два года до его прибытия в Китай. Франсис Вуд отмечает, что ни иероглифы, ни книгопечатание, ни чай, ни фарфор, ни практика бинтования ног женщин, ни Великая китайская стена в книге Поло не упомянуты. Аргументы, выдвигаемые сторонниками аутентичности путешествия, основываются на особенностях процесса создания книги и цели Поло в передаче своих воспоминаний. Проф. Джон Лэрнер в своем знаменитом труде Marco Polo and the Discovery of the World (1999) показал, что грубые теории о тщательно продуманной мистификации были просто ошибочными и что у нас есть все основания верить Марко Поло.

#### Неточности в книге
Описания Марко Поло полны неточностей. Это касается названий отдельных городов и провинций, их взаимного местоположения, а также описаний объектов в этих городах. Знаменитым примером является описание моста под Пекином (носящего сейчас имя Марко Поло), который в действительности имеет в два раза меньше арок, чем описано в книге.
В защиту Марко Поло можно сказать, что описание им велось по памяти, он был знаком с персидским и использовал персидские названия, которые часто также были непоследовательны в своей передаче китайских названий. Некоторые неточности вносились при переводе или переписывании книги, поэтому некоторые сохранившиеся манускрипты точнее других. Кроме того, во многих случаях Марко действительно пользовался информацией из вторых рук (особенно при описании исторических или фантастических событий, случившихся до его путешествия). Такого рода неточностями грешат и многие другие современные ему описания, которые не могут быть обвинены в том, что их авторы не находились в том месте в то время.
Поло знал персидский (язык международной коммуникации того времени), живя в Китае, выучил монгольский (язык администрации Китая в этот период), но не имел необходимости учить китайский. Как член монгольской администрации, он жил в отдалении от китайского общества (которое, по его свидетельству, отрицательно относилось к европейским варварам), мало пересекался с его повседневной жизнью, и не имел возможности наблюдать многие традиции, очевидные лишь в домашнем хозяйстве. Для человека, который не получил систематического образования и был чужд литературе, местные книги представляли «китайскую грамоту», но Поло подробно описывает производство бумажных денег, которое мало чем отличается от печати книг.
Чай был к тому времени широко известен в Персии, поэтому не представлял интереса для автора, сходным образом он не упоминается в арабских и персидских описаниях того времени. Фарфор был кратко упомянут в книге.
Что касается бинтования ног, в одном из манускриптов (Z) есть упоминание о том, что китайские женщины ходят очень мелкими шажками, но оно не разъясняется полнее.
Великая стена в том виде, в котором мы её знаем сейчас, была построена во времена династии Мин. Во времена Марко Поло это были по большей части земляные укрепления, которые не представляли собой непрерывной стены, а были ограничены наиболее уязвимыми в военном отношении участками. Для венецианца укрепления такого рода могли не представлять существенного интереса.

#### Отсутствие упоминаний в китайских источниках
Почёт, оказанный Хубилаем молодому Марко Поло, назначение его губернатором Янчжоу, отсутствие китайских или монгольских официальных записей о пребывании купцов в Китае в течение почти двадцати лет, по мнению Франсис Вуд, выглядят недостоверно. В доказательство пребывания Поло в Китае упоминается, например, единственная ссылка от 1271 года, в которой Пагба-лама, близкий советник Хубилая, упоминает в своём дневнике иностранца, находящегося в дружеских отношениях с ханом, но в ней не указаны ни имя, ни национальность, ни срок пребывания этого иностранца в Монгольской империи.
Однако в своей книге Поло демонстрирует такую осведомлённость о происшествиях при дворе хана, которую затруднительно приобрести без близости ко двору. Так, в Главе LXXXV (О предательском замысле возмутить город Камбалу) он, подчеркнув своё личное присутствие при событиях, подробно описывает различные злоупотребления министра Ахмада и обстоятельства его убийства, называя имя убийцы (Ванчжу), что в точности соответствует китайским источникам.
Этот эпизод особенно важен, потому что китайская династийная хроника Юань-ши упоминает По-Ло как имя человека, который был в составе комиссии по расследованию убийства и выделился тем, что искренне рассказал императору о злоупотреблениях Ахмада.
Распространённой практикой было использование китайских прозвищ для иностранцев, в связи с чем сложно найти упоминание имени Поло в других китайских источниках. Многие европейцы, которые официально побывали в ставке империи монголов в этот период, например, де Рубрук, вообще не удостоились упоминания в китайских летописях.

## Жизнь в Венеции после возвращения
Крайне мало известно о жизни Марко Поло после возвращения из Китая. По некоторым данным, он участвовал в войне с Генуей. После поражения в сражении при Курцоле в 1298 году Поло попал в плен к генуэзцам и находился там до мая 1299 года. Его рассказы о путешествиях были записаны ещё одним заключённым, Рустикелло (Рустичано), который занимался также написанием рыцарских романов. По некоторым данным, текст диктовался на венетском диалекте, по другим — он был записан на старофранцузском со вставками на итальянском. В связи с тем, что оригинальный манускрипт не сохранился, установить истину не представляется возможным.
После освобождения из генуэзского плена он вернулся в Венецию, женился и от этого брака у него было три дочери (две были выданы за купцов из Далмации, что, по мнению некоторых исследователей, подтверждает гипотезу о его хорватском происхождении, но сама жена была из известного венецианского рода, что скорее говорит об устоявшихся связях семейства Поло в Венеции). У него был также дом на углу улиц Rio di San Giovanni Crisostomo и Rio di San Lio. Есть документы о том, что он участвовал в двух мелких судебных процессах.
В 1324 году, будучи уже больным человеком, Поло написал своё завещание, в котором упомянута золотая пайцза, полученная от татарского хана (он получил её от дяди Маттео, который, в свою очередь, завещал её Марко в 1310 году). В том же 1324 году Марко умер и был похоронен в церкви Сан Лоренцо. В 1596 году его дом (где, по преданию, хранились вещи, привезённые им из монгольского похода) сгорел. Церковь, в которой он был похоронен, в XIX веке была снесена.

## «Книга чудес света»

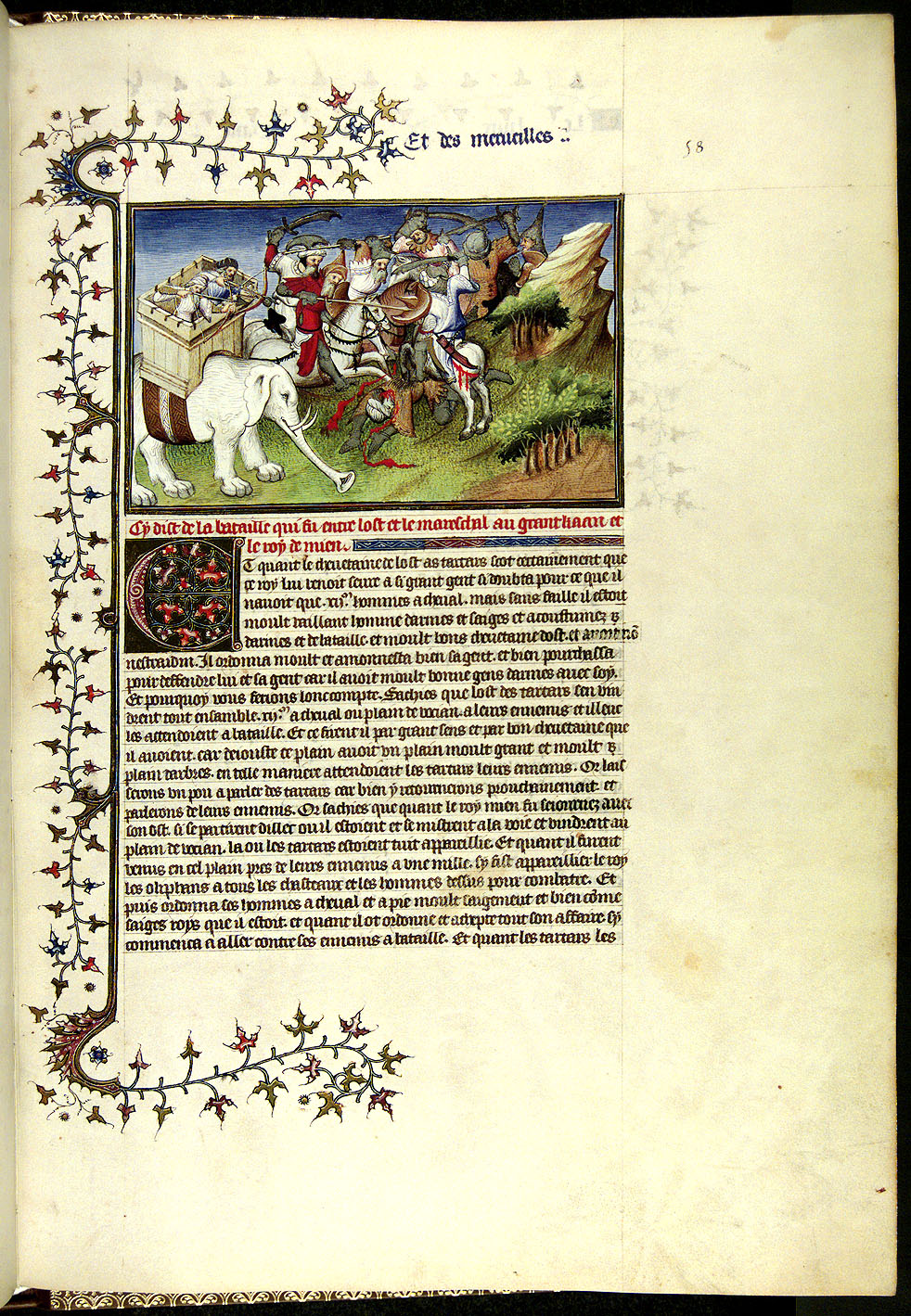
Il milione

Книга Марко Поло состоит из четырёх частей. Первая описывает территории Ближнего Востока и Центральной Азии, которые Марко Поло посетил на пути в Юань. Вторая описывает Китай и двор Хубилай-хана. В третьей части говорится о приморских странах: Японии, Индии, Шри-Ланке, Юго-Восточной Азии и восточном побережье Африки. В четвёртой описываются некоторые войны между монголами и их северными соседями. «Книга чудес света» является одним из самых популярных объектов исторических исследований.
Вскоре после своего появления книга была переведена на венетский, латинский (разные переводы с венетской и французской версий), обратно на французский с латинской версии. В процессе перевода и переписки книги менялись, добавлялись или удалялись фрагменты текста. Самый древний из сохранившихся манускриптов (Манускрипт F) существенно короче остальных, но текстологические данные заставляют предполагать, что другие сохранившиеся манускрипты основаны на более полных оригинальных текстах.

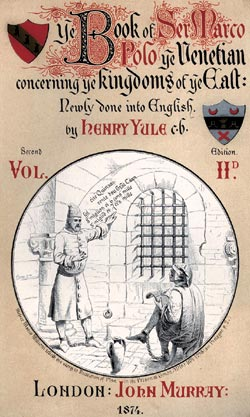
Обложка английского издания Книги Марко Поло, 1874

Сомнения в правдивости Марко Поло, существовавшие со времени его возвращения в Венецию, изложены в популярной книге Фрэнсис Вуд, которая предположила, что венецианец не путешествовал за пределы Малой Азии и Чёрного моря, а просто использовал известные ему описания путешествий персидских купцов. Например, в своей книге Марко Поло пишет, что помогал монголам при осаде сунской базы в Санъяне, однако осада этой базы закончилась в 1273 году, то есть за два года до его прибытия в Китай. В его книге есть и иные недостатки, вызывающие вопросы исследователей. Большинство современных исследователей отвергает мнение Франсис Вуд о полной фабрикации всего путешествия, считая его бездоказательной попыткой заработать на сенсации.
Более продуктивной (и общепринятой) точкой зрения является взгляд на эту книгу как на источник записей купца о местах для покупки товаров, маршрутах их продвижения и обстоятельствах жизни в этих странах. Даже данные, полученные из вторых рук, в этом описании (например, о путешествии в Россию) довольно точны, большинство данных о географии Китая и других стран на маршруте путешествия также вполне согласуется с современным знанием об истории и географии Китая. В свою очередь эти записки купца были дополнены интересными широкой публике фрагментами о жизни в экзотических странах.
Возможно, роль Поло в Китае в его книге сильно преувеличена, но эта ошибка может быть приписана бахвальству автора, украшательству переписчиков или проблемам переводчиков, в результате которых роль советника могла преобразоваться в пост губернатора.
Книга повлияла на решение Христофора Колумба искать путь в Индию через Атлантический океан.

## Дань памяти
- В честь Марко Поло назван аэропорт в Венеции[11].
- В честь Марко Поло, первого европейца, его описавшего, назван горный баран (Ovis ammon polii).
- В декабре 2011 года в Улан-Баторе рядом с площадью Чингисхана был установлен памятник Марко Поло работы монгольского скульптора Б. Дэнзэна[24].
- В честь Марко Поло в 1888 году была названа бабочка из рода желтушек — Желтушка Марко Поло (Colias marcopolo).
- В 1961 г. Международный астрономический союз присвоил имя Марко Поло кратеру на видимой стороне Луны.
- В честь Марко Поло назван итальянский спутниковый телеканал, который вещает через спутник Hotbird 13 E[25].
- Мост Марко Поло — средневековый мост в Китае, в обновленном виде существующий до сих пор; считается, что именно это сооружение поразило и впечатлило Марко Поло.

## В культуре

### Художественные фильмы
- 1938 — «Приключения Марко Поло[англ.]», реж. Арчи Майо и Джон Кромвелл.
- 1962 — «Марко Поло», реж. Пьеро Пьеротти.
- 1964 — Доктор Кто — «Марко Поло» (1964, 1 классический сезон, 4 история). Режиссёр Варис Хуссейн. В роли Марко Поло — Марк Иден. Серии утеряны (только звуковая дорожка и фотографии со съёмок), но доступны в цветной реконструкции.
- 1975 — «Марко Поло», реж. Чжан Чэ.
- 1982—1983 — «Марко Поло», сериал, реж. Джулиано Монтальдо.
- 2007 — «Марко Поло», реж. Кевин Коннор.
- 2014—2016 — «Марко Поло», сериал, реж. Дэниель Минахан.

### Документальные фильмы
- 2014 — Секретные материалы Марко Поло (The Secret File of Marco Polo / Marco Polo — Entdecker oder Lugner?), реж. Габриель Венглер (Gabriele Wengler).